# Casa de Francisco Garcés
La Casa de Francisco Garcés es uno de los más bellos edificios modernistas de la ciudad española de Melilla. Está situado en la calle López Moreno, 14 del Ensanche Modernista y forma parte del Conjunto Histórico Artístico de la Ciudad de Melilla, un Bien de Interés Cultural.

## Historia
Fue reformada en agosto de 1928, según diseño de Enrique Nieto.

## Descripción

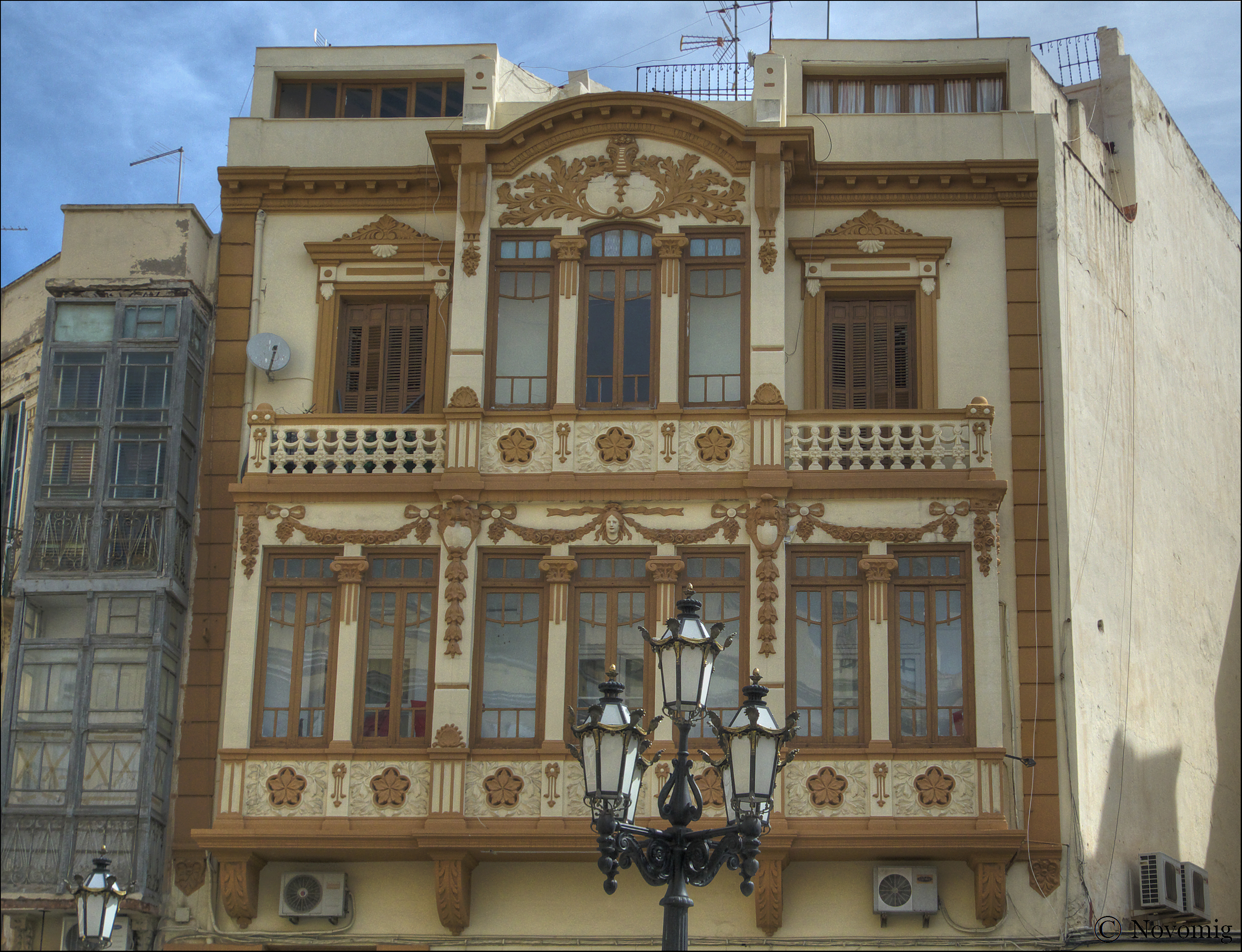

Está construido con paredes de mampostería de piedra local y ladrillo macizo y bovedillas de ladrillo macizo para los techos.
Consta de planta baja, dos plantas y otra retranqueada.
Su planta baja cuenta con cuatro vanos, siendo el de la izquierda el que conduce al portal, dónde solo se conserva el arco plano y paramento de líneas horizontales, perdido en el resto de los bajos.
El resto de la fachada es un gran mirador, con tres ventanas, la central trifora y las que la flanquean, bíforas, con pilastras jónicas en la planta principal e igual disposición de la central, pero con ventanas enmarcadas con molduras sobre sus dinteles, que dan paso a balcones con balaustradas, flanqueándola, situándose sobre la calle central un coronamiento, flanqueado con vasos de coronación, con una balaustrada sobre las calles laterales, hoy todo perdido.